# Schlemiel
Schlemiel (Yiddish: שלעמיל; às vezes escrito shlemiel) é uma palavra Iídiche que significa "trapalhão azarento" ou "idiota". Também pode ser entendido como o tipo de pessoa que sempre deixa algo cair, desatenta, um cabeca de vento. É um arquétipo comum no Humor judaico, e as assim chamadas piadas de  "schlemiel" retratam o schlemiel caindo em situações infelizes.
O inepto schlemiel  é muitas vezes apresentado ao lado do desafortunado schlimazel. Um ditado iídiche explica que "um schlemiel é alguém que muitas vezes derrama sua sopa e um schlimazel é a pessoa onde esta vai parar." Ainda há um adendo ao ditado incluíndo o nebish: ..."e o nebish é aquele que limpa tudo após o acidente". Um schlemiel é similar ao schmuck mas, como afirmado em um ensaio de 2010 no The Forward, um schmuck pode melhorar a si mesmo enquanto um schlemiel é "irremediavelmente o que ele é".
Embora a etimologia do termo seja desconhecida, uma teoria popular é que ela vem do termo hebraico shelo mo'il, o que significa "inútil". Outra teoria é que a palavra é derivada do nome Shelumiel, um chefe israelense. Outros afirmam que o termo se originou com o personagem Peter Schlemihl, o personagem principal de uma novela de Adelbert von Chamisso.